# Sandra Wasserman
Sandra Wasserman (Antwerpen, 10 maart 1970) is een voormalig tennisspeelster uit België. Zij speelde proftennis van 1987 tot 1994 en geldt als een van de betere Belgische tennisspeelsters van de laatste decennia.

## Loopbaan
Haar carrière bereikte een hoogtepunt toen zij in 1989 op de WTA-ranglijsten 48e in het enkelspel en 75e in het dubbelspel werd, haar hoogste positie in beide disciplines.
Als eerste Belgische ooit slaagde zij erin een WTA-titel te winnen. In 1988 won zij de dubbelspeltitel in Barcelona, aan de zijde van Iva Budařová.
In de periode 1985–1992 maakte Wasserman deel uit van het Belgische Fed Cup-team – zij behaalde daar een winst/verlies-balans van 14–11. In 1990 wisten zij de tweede ronde van de Wereldgroep te bereiken door in de eerste ronde te winnen van Zweden; Wasserman won zowel haar enkel- als haar dubbelspelpartij (samen met Sabine Appelmans) – in de tweede ronde waren de Amerikaanse dames te sterk voor hen.
Haar beste resultaat op de grandslamtoernooien is het bereiken van de derde ronde (vijfmaal). Ook in het dubbelspel bereikte zij één keer de derde ronde, op het Australian Open 1991, samen met de Zwitserse Cathy Caverzasio.

## Posities op deWTA-ranglijst
Positie per einde seizoen:
| jaar | rang enkelspel | rang dubbelspel |
| ---- | -------------- | --------------- |
| 1986 | 306            | –               |
| 1987 | 123            | 293             |
| 1988 | 64             | 80              |
| 1989 | 69             | 182             |
| 1990 | 103            | 163             |
| 1991 | 131            | 121             |
| 1992 | 135            | 679             |
| 1993 | 110            | –               |
| 1994 | 200            | –               |

## Palmares

### WTA-finaleplaatsen enkelspel
| nr.              | finale     | toernooi   | ondergrond | tegenstandster | score    |
| ---------------- | ---------- | ---------- | ---------- | -------------- | -------- |
| gewonnen finales |            |            |            |                |          |
| geen             |            |            |            |                |          |
| verloren finales |            |            |            |                |          |
| 1.               | 1987-10-04 | WTA Parijs | gravel     | Sabrina Goleš  | 5-7, 1-6 |
| 2.               | 1988-09-25 | WTA Parijs | gravel     | Petra Langrová | 6-7, 2-6 |

### WTA-finaleplaatsen vrouwendubbelspel
| nr.              | finale     | toernooi      | ondergrond | partner      | tegenstandsters                     | score         |
| ---------------- | ---------- | ------------- | ---------- | ------------ | ----------------------------------- | ------------- |
| gewonnen finales |            |               |            |              |                                     |               |
| 1.               | 1988-05-01 | WTA Barcelona | gravel     | Iva Budařová | Anna-Karin Olsson María José Llorca | 1-6, 6-3, 6-2 |
| verloren finales |            |               |            |              |                                     |               |
| geen             |            |               |            |              |                                     |               |

## Resultaten grandslamtoernooien
| Legenda | Legenda                          |
| ------- | -------------------------------- |
| g.t.    | geen toernooi gehouden           |
| l.c.    | lagere categorie                 |
| –       | niet deelgenomen                 |
| G       | uitgeschakeld in de groepsfase   |
| 1R      | uitgeschakeld in de eerste ronde |
| 2R      | uitgeschakeld in de tweede ronde |
| 3R      | uitgeschakeld in de derde ronde  |
| 4R      | uitgeschakeld in de vierde ronde |
| KF      | uitgeschakeld in de kwartfinale  |
| HF      | uitgeschakeld in de halve finale |
| F       | de finale verloren               |
| W       | het toernooi gewonnen            |
| w-v     | winst/verlies-balans             |

### Enkelspel
| toernooi        | 1987 | 1988 | 1989 | 1990 | 1991 | 1992 | 1993 | 1994 |
| --------------- | ---- | ---- | ---- | ---- | ---- | ---- | ---- | ---- |
| Australian Open | –    | 2R   | 2R   | 3R   | 1R   | –    | 2R   | 1R   |
| Roland Garros   | 3R   | 1R   | 2R   | 1R   | –    | 3R   | 2R   | –    |
| Wimbledon       | –    | 1R   | –    | 1R   | –    | –    | 2R   | –    |
| US Open         | –    | 3R   | 3R   | 2R   | –    | –    | 1R   | –    |

### Vrouwendubbelspel
| toernooi        | 1988 | 1989 | 1990 | 1991 |
| --------------- | ---- | ---- | ---- | ---- |
| Australian Open | 2R   | 2R   | 1R   | 3R   |
| Roland Garros   | 1R   | 2R   | 1R   | 1R   |
| Wimbledon       | 2R   | –    | –    | –    |
| US Open         | 2R   | –    | –    | 1R   |

### Gemengd dubbelspel
| toernooi        | 1989 |
| --------------- | ---- |
| Australian Open | 1R   |
| Roland Garros   | –    |
| Wimbledon       | –    |
| US Open         | –    |